# Jang In-hak
Jang In-hak (coréen : 장학인) est un réalisateur nord-coréen né en 1950. Diplômé de l'Université des Arts dramatiques et cinématographiques de Pyongyang, il commence sa carrière de réalisateur en 1990.

## Filmographie partielle
- 1997 : Myself in the Distant Future (Meon huareui naeui moseub)
- 2006 : Le Journal d'une écolière (Han nyeohaksaengeui ilgi)
- 2012 : The Other Side of the Mountain

## Distinctions
1998, Sixième Festival de cinéma de Pyongyang des pays non-alignés et en voie de développement : Golden Torch pour Myself in the Distant Future